# پلاخینو (شهرستان خولموگورسکی، استان آرخانگلسک)
پلاخینو (به لاتین: Plakhino) یک منطقهٔ مسکونی در روسیه است که در استان آرخانگلسک واقع شده‌است.